# Cephaloleia halli
Cephaloleia halli es un coleóptero de la familia Chrysomelidae.
Fue descrita científicamente en 1951 por Uhmann.